# Velen
Velen település Németországban, azon belül Észak-Rajna-Vesztfália tartományban. Lakosainak száma 13 381 fő (2023. december 31.). Velen Heiden, Borken, Südlohn, Gescher és Reken községekkel határos.

## Népesség
A település népességének változása:
| Lakosok száma | 8913 | 13 192 | 12 989 | 13 130 | 13 198 | 13 304 | 13 381 |
|               | 1975 | 2015   | 2017   | 2019   | 2021   | 2022   | 2023   |